# Sistema ternario
El sistema ternario, también llamado sistema ternario desbalanceado, es un sistema de numeración posicional en que todas las cantidades se representan con base 3, es decir, utilizando sólo tres cifras: 0, 1 y 2.

## Comparación con sistema binario y decimal
| Ternario | 0     | 1     | 2     | 10    | 11    | 12    | 20    | 21    | 22    | 100   |  |
| Binario  | 0     | 1     | 10    | 11    | 100   | 101   | 110   | 111   | 1000  | 1001  |  |
| Decimal  | 0     | 1     | 2     | 3     | 4     | 5     | 6     | 7     | 8     | 9     |  |
|          |       |       |       |       |       |       |       |       |       |       |  |
| Ternario | 101   | 102   | 110   | 111   | 112   | 120   | 121   | 122   | 200   | 201   |  |
| Binario  | 1010  | 1011  | 1100  | 1101  | 1110  | 1111  | 10000 | 10001 | 10010 | 10011 |  |
| Decimal  | 10    | 11    | 12    | 13    | 14    | 15    | 16    | 17    | 18    | 19    |  |
|          |       |       |       |       |       |       |       |       |       |       |  |
| Ternario | 202   | 210   | 211   | 212   | 220   | 221   | 222   | 1000  | 1001  | 1002  |  |
| Binario  | 10100 | 10101 | 10110 | 10111 | 11000 | 11001 | 11010 | 11011 | 11100 | 11101 |  |
| Decimal  | 20    | 21    | 22    | 23    | 24    | 25    | 26    | 27    | 28    | 29    |  |